# 奥平昌恭

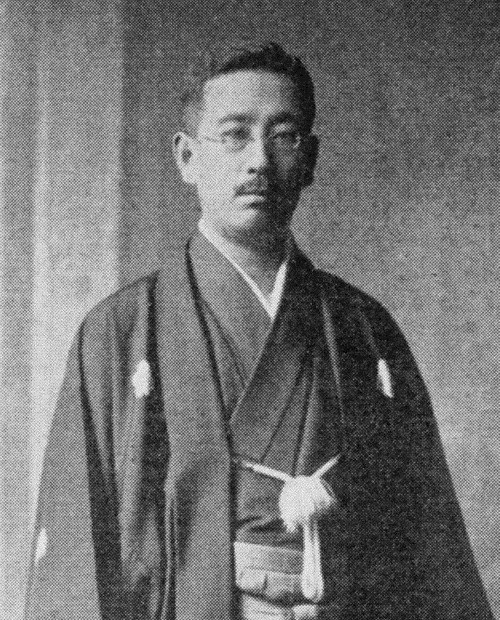
奥平昌恭

奥平 昌恭（おくだいら まさやす、1877年（明治10年）6月16日 - 1948年（昭和23年）5月4日）は、明治から昭和前期の実業家、政治家、華族。貴族院伯爵議員。位階および勲等は従二位・勲三等。幼名は九八郎。旧中津藩主の家系。

## 経歴
東京府出身。伯爵・奥平昌邁の長男として生まれる。父・昌邁の死去に伴い、1885年（明治18年）1月16日、家督を相続し伯爵を襲爵した。
幼少より奥平家旧領の中津で学んでいたが、上京して学習院に入学、後に京都帝国大学法科大学を修了。1909年（明治42年）には欧米を漫遊する。
1911年（明治44年）7月10日、貴族院伯爵議員に選出され、研究会に属して1932年（昭和7年）7月まで在任し、さらに1946年（昭和21年）5月9日、補欠選挙で再選され、1947年（昭和22年）5月2日の貴族院廃止まで在任した。また、官有財産調査会委員、国有財産調査会委員、臨時財政経済調査会臨時委員、極洋捕鯨監査役、飯野商事監査役、樺太鉄道会長、八千代生命社長、朝鮮銀行監事、国際日本協会長、交詢社常議員などを務めた。

## 栄典
- 1919年（大正8年）7月21日 - 従三位[9]
- 1931年（昭和6年）5月1日 - 帝都復興記念章[10]

## 親族
- 妻 奥平禎子（よしこ、有馬頼萬長女）[1]
  - 長男 奥平昌信（まさのぶ、1903年 - 1984年）
    - 孫 寺下登代子（とよこ、1934年 - 、ヘンリー寺下〈和歌山県那智勝浦町出身で、カルフォルニア州モンテレー・パーク在住の日系人〉夫人）
    - 義孫 奥平邦雄 （1942年 -）実父は坂本一雄
    - 孫 奥平和子 （1944年 -）
- 妾 篠崎遊賀
  - 庶子 奥平昌英（まさひで、1910年 - 1950年）立教大学在学中、山岳部に所属。[11]